# جاناتان کلتز
جاناتان کلتز (به انگلیسی: Jonathan Keltz) (زاده ۱۷ ژانویهٔ ۱۹۸۸ )، بازیگر آمریکایی است.
از فیلم‌های معروف او می‌توان به بازی در فیلم کیک، پلی‌بک و پرام اشاره کرد.